# 怡乐镇
怡乐镇，是中华人民共和国四川省宜宾市江安县下辖的一个乡镇级行政单位。

## 行政区划
怡乐镇下辖以下地区：
怡乐社区、新民村、麻衣村、丰产村、和平村、公平社区村、龙兴村、合理村、马龙村、青龙村、建设村、东风村、三岩村、同心村、凉水村、滥池村、桥头村、新屋基村、关口村、天堂村、长沙村和茨岩村。